# (1875) Neruda
(1875) Neruda (1969 QQ) ist ein Asteroid des Hauptgürtels, der am 22. August 1969 von Luboš Kohoutek in der Hamburger Sternwarte (Bergedorf) entdeckt wurde.